# Lipova (Arad)
Pour les articles homonymes, voir Lipova.
Lipova (en hongrois, allemand et serbe : Lippa) est une ville du județ d'Arad, dans la région du Banat, en Roumanie, sur la rive droite de la rivière Mureș. La population s'élève à 11 236 habitants. Elle se situe à une altitude de 153 m.

## Population
Au recensement de 2002 Lipova avait 11 236 habitants, dont :
- roumains : 10 349 (92,10 %)
- hongrois : 491 (4,36 %)
- allemands : 214 (1,90 %)
- roms : 113 (1,00 %)
- serbes : 69 (0,64 %).

Du point de vue confessionnel, 8 767 personnes se déclarent chrétiennes orthodoxes (78,02 %), 1 016 se déclarent chrétiennes pentecôtistes (9,04 %), 915 se déclarent chrétiennes catholiques romaines (8,14 %), 289 se déclarent chrétiennes baptistes (2,57 %), 213 se déclarent athées ou sans religion (1,9 %) et 36 se déclarent israélites (0,3 %).
Les habitants de Lipova sont des Lipovans (roum.: Lipovani) et ne doivent pas être confondus avec les Lipovènes (roum.: Lipoveni) qui sont une minorité slave de Roumanie.

## Histoire

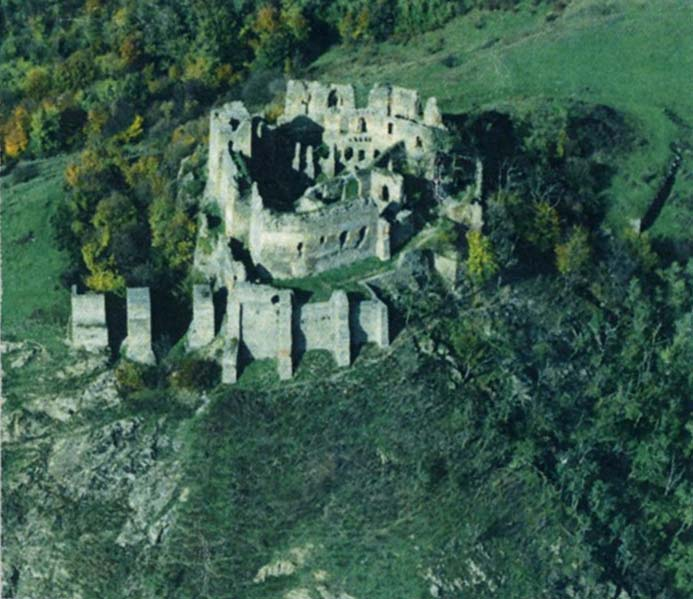
La forteresse de Șoimoș gardait les portes de la Transylvanie (un resserrement dans la vallée du Mureș) contre les invasions venues des plaines de l'ouest.

La zone est habitée depuis la préhistoire et l'antiquité, si l'on en juge par les trouvailles archéologiques. À l'époque romaine, la route de l'or et du sel de Dacie passait par ici. Le nom de Lipova est d'origine slave et signifie tilleul : les slaves sont passés par ici au VIe siècle.
La forteresse de Șoimoș toute proche a été bâtie au temps du roi de Hongrie Bela IV (1235 - 1270). La ville elle-même est mentionnée pour la première fois en 1245, dans un décret royal ordonnant la réparation de la forteresse après l'invasion tatare de 1241. En 1315 et en 1440 des décrets exemptent la ville de certaines taxes. Au XVe siècle, la forteresse de Șoimoș appartient au voïvode de Transylvanie, Iancou de Hunedoara.
Entre 1552 - 1595 et 1613 - 1718, la forteresse et la ville passent aux mains des Turcs ottomans. Au Traité de Passarowitz en 1718, elle passe aux mains des Habsbourg et devient ainsi autrichienne ; en 1867, lors de la partition de l'empire, elle redevient hongroise. En 1918, le député du Banat, Sever Bocou, vote le rattachement de la province et de la ville à la Roumanie, à laquelle Lipova appartient depuis. En 1919, le gouvernement communiste hongrois de Béla Kun tente de reprendre la région, mais l'armée roumaine soutenue par la mission française du général Henri Berthelot l'en empêche (monument aux morts).
Comme toute la Roumanie, Lipova fut soumise aux régimes dictatoriaux carliste, fasciste et communiste de février 1938 à décembre 1989. Depuis 1990, avec l'arrivée du libéralisme et l'ouverture des frontières, Lipova s'ouvre au tourisme, notamment balnéaire.

## Monuments
Lipova abrite le Monastère Maria Radna

## Jumelages
- Battonya (Hongrie) depuis 1997
- Salindres (France) depuis 1998

## Lipovéens célèbres
- Sever Bocou, député, artisan en 1918 du rattachement du Banat historique à la Roumanie.
- Carmen-Francesca Banciu, écrivain.
- Vasile Varga, artiste-peintre et créateur du Musée des beaux-Arts.
- Daniel Vighi, écrivain.

## Images

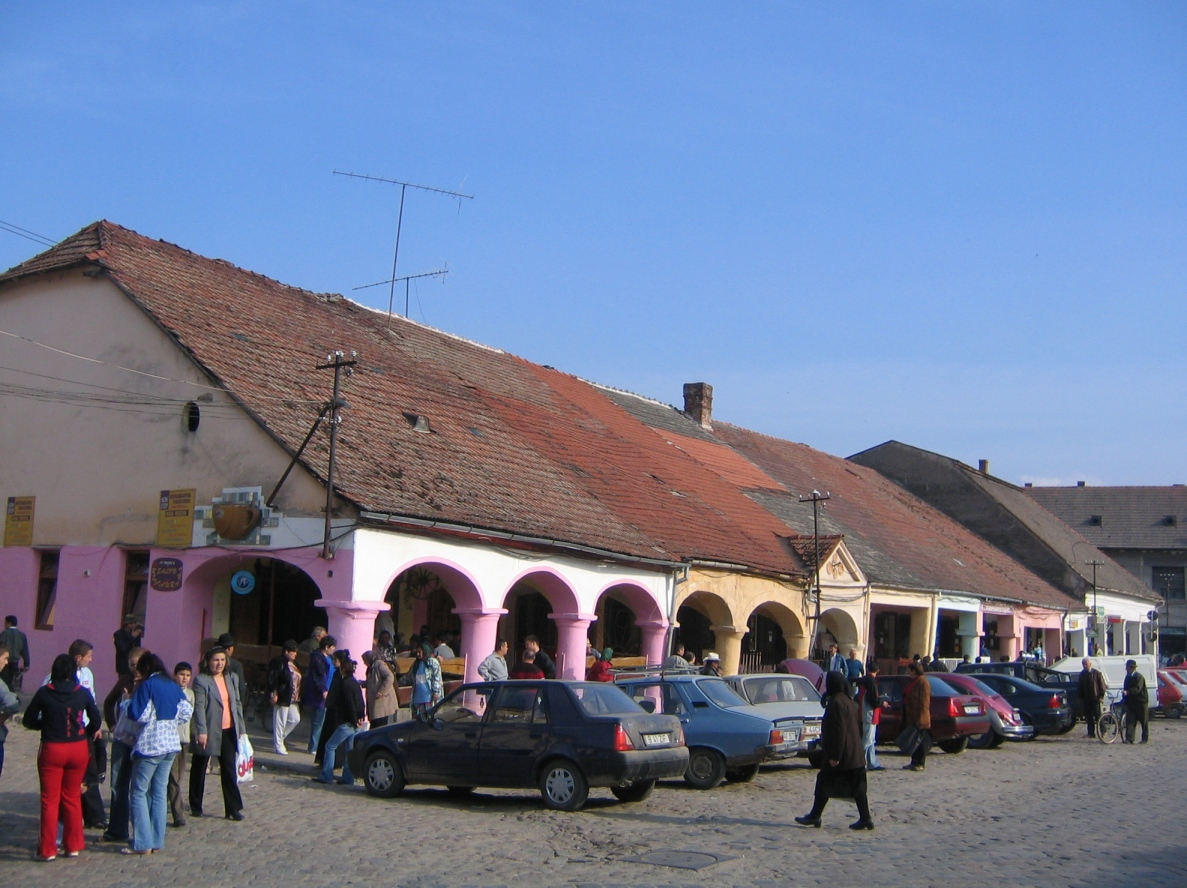
Le bazar ottoman
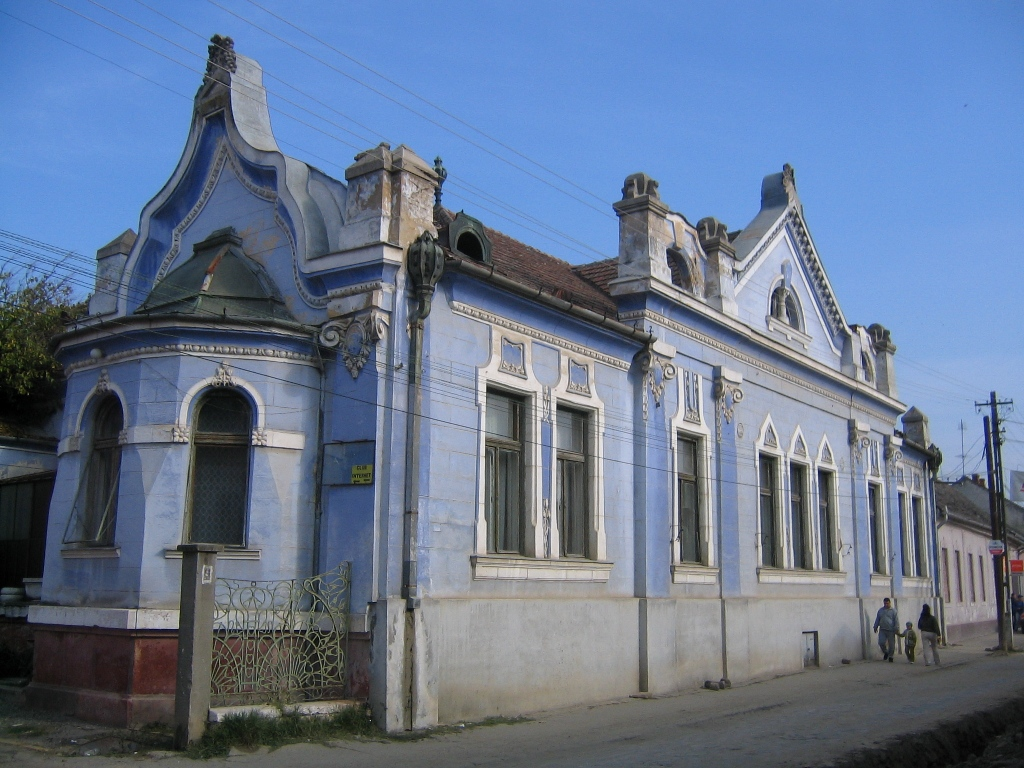
Maison du centre-ville
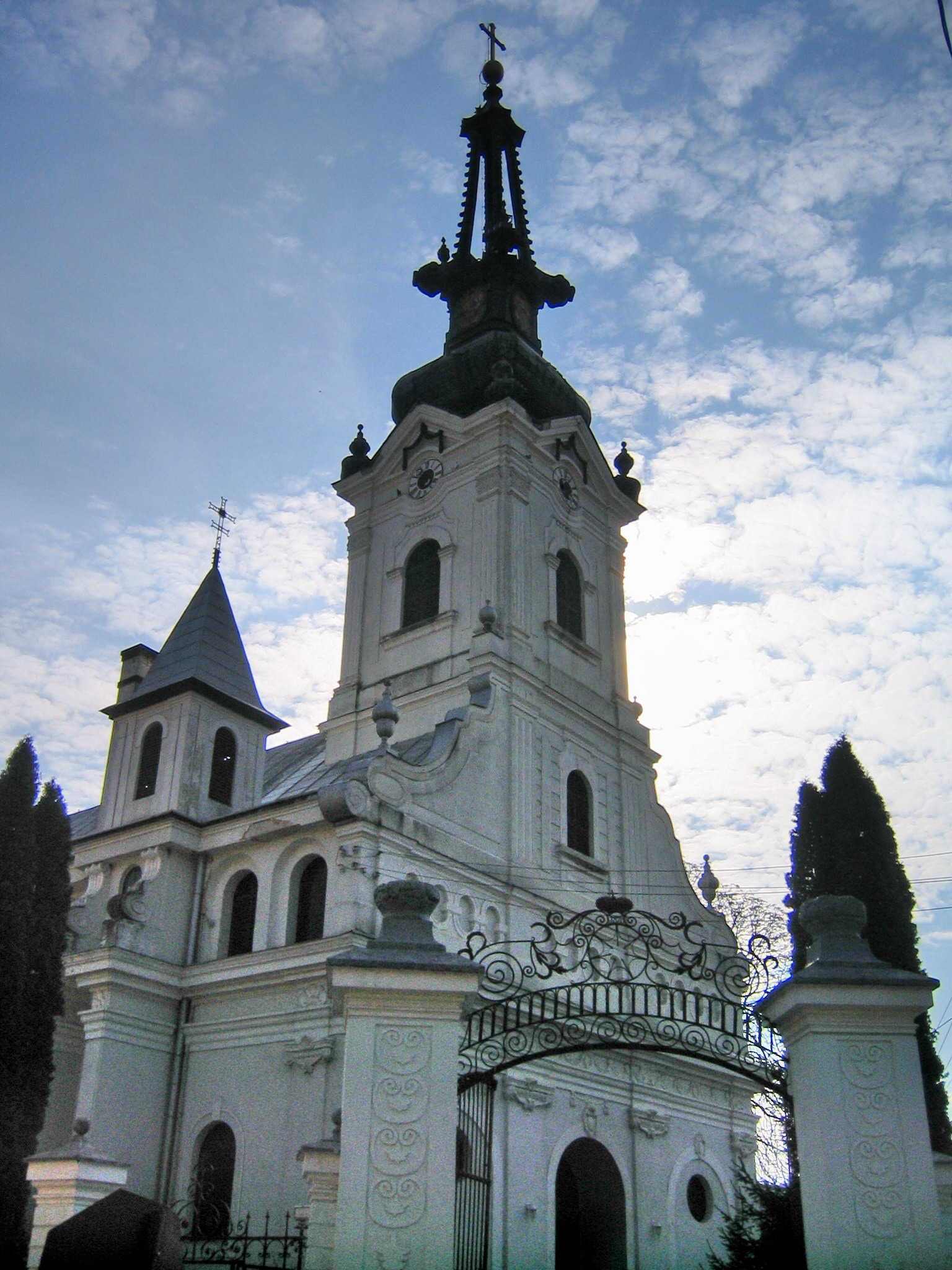
L'église orthodoxe
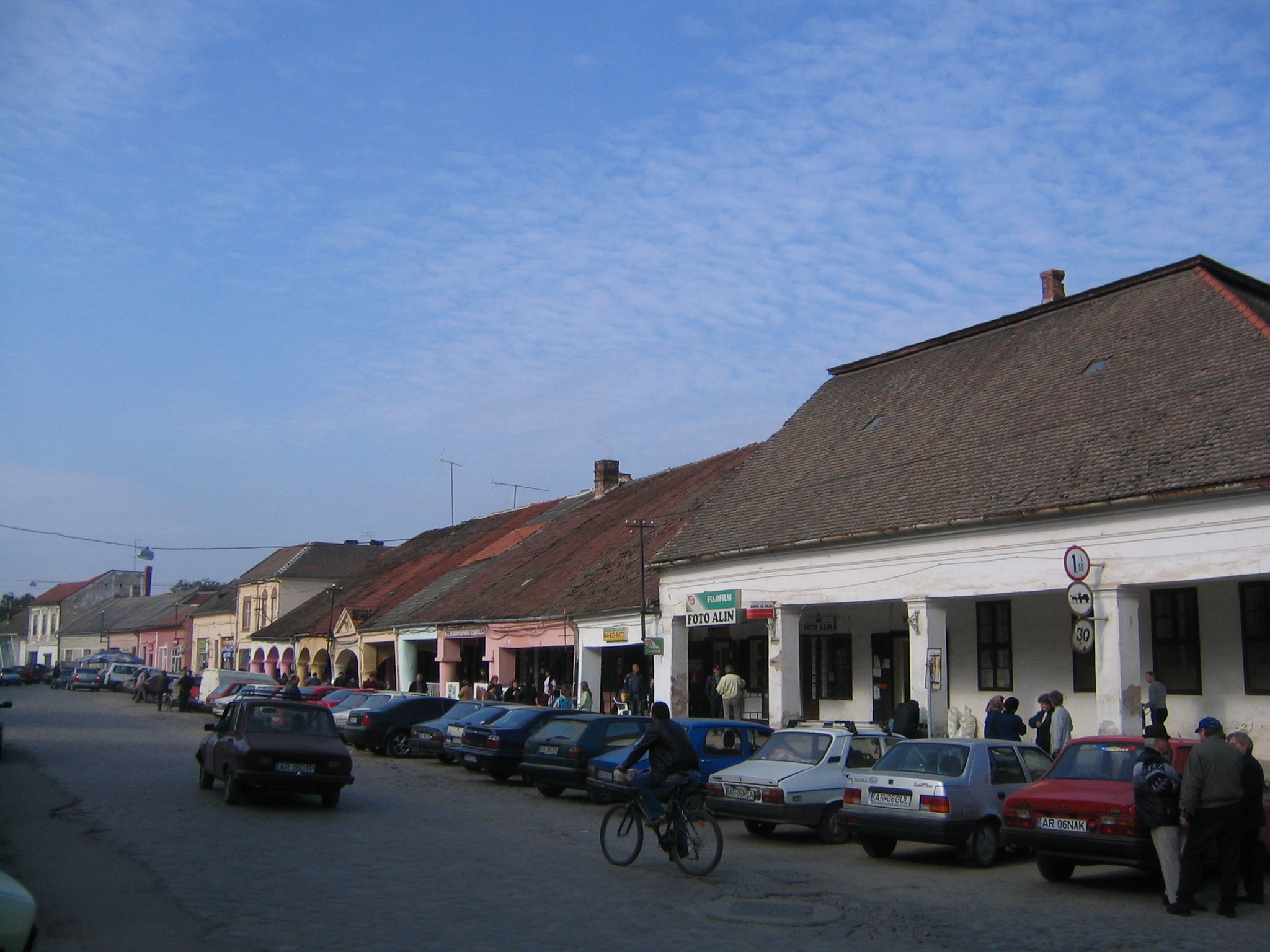
La rue „Nicolae Bălcescu”
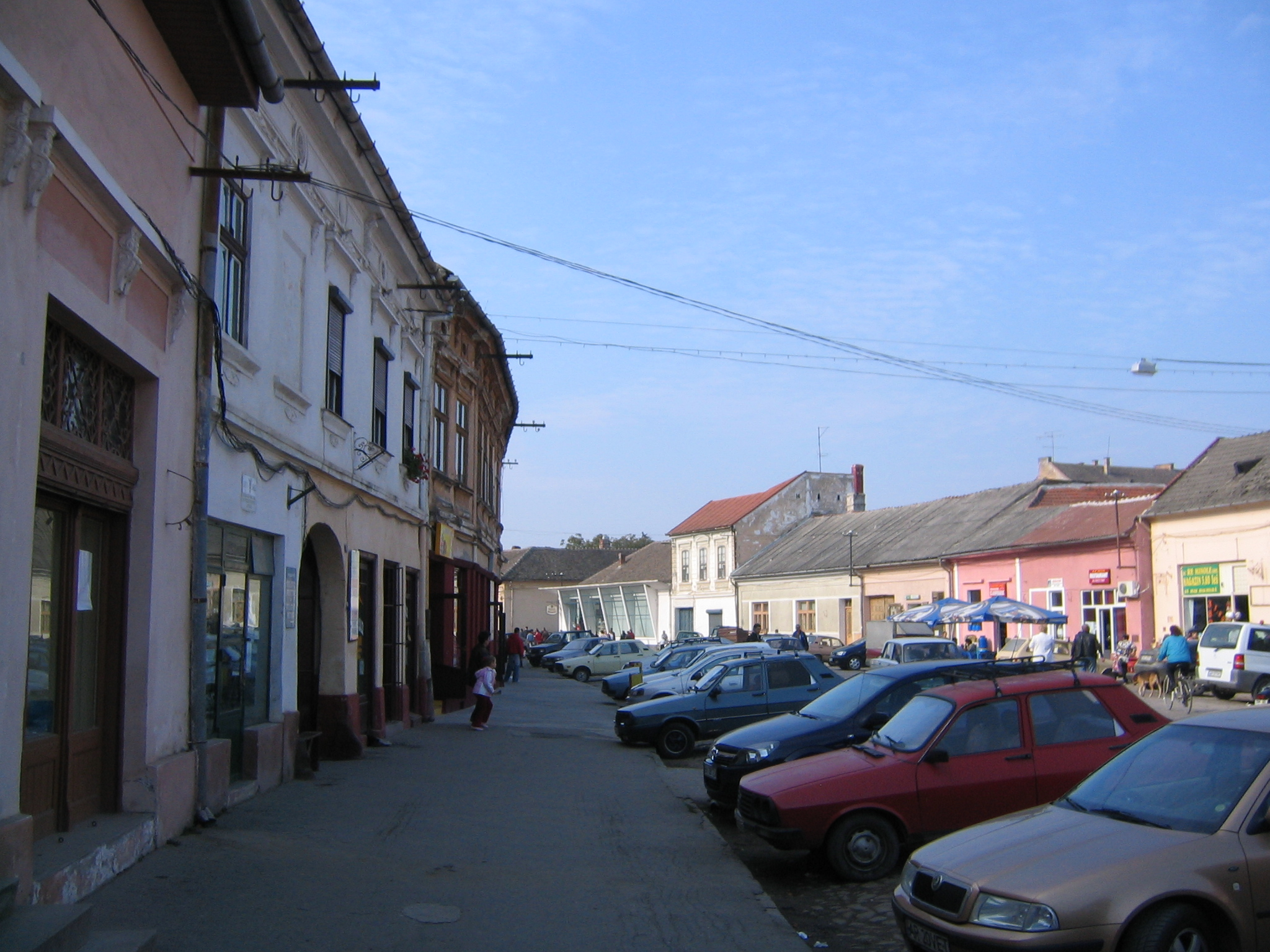
Vue du centre-ville
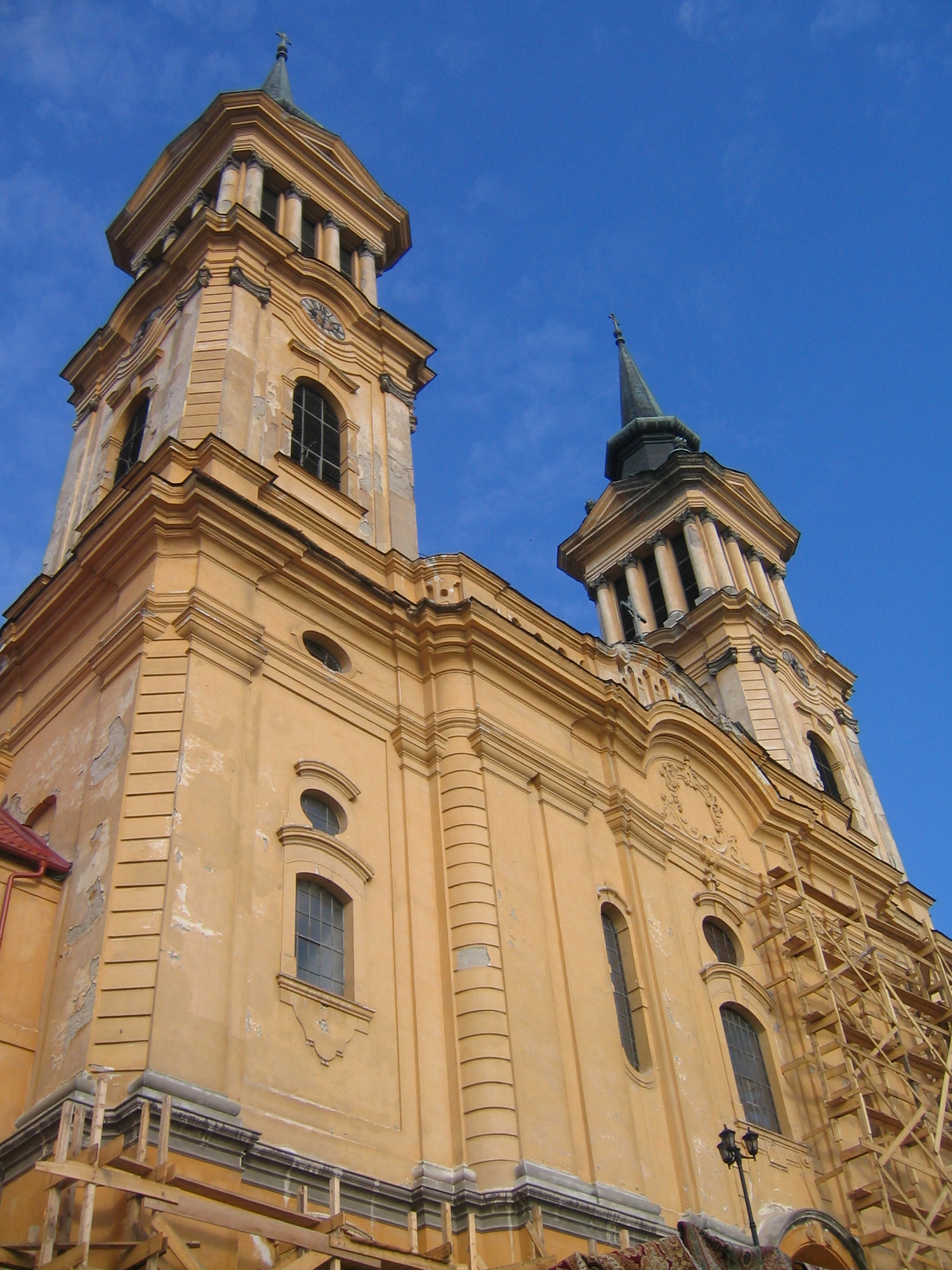
L'église catholique „Maria Radna”
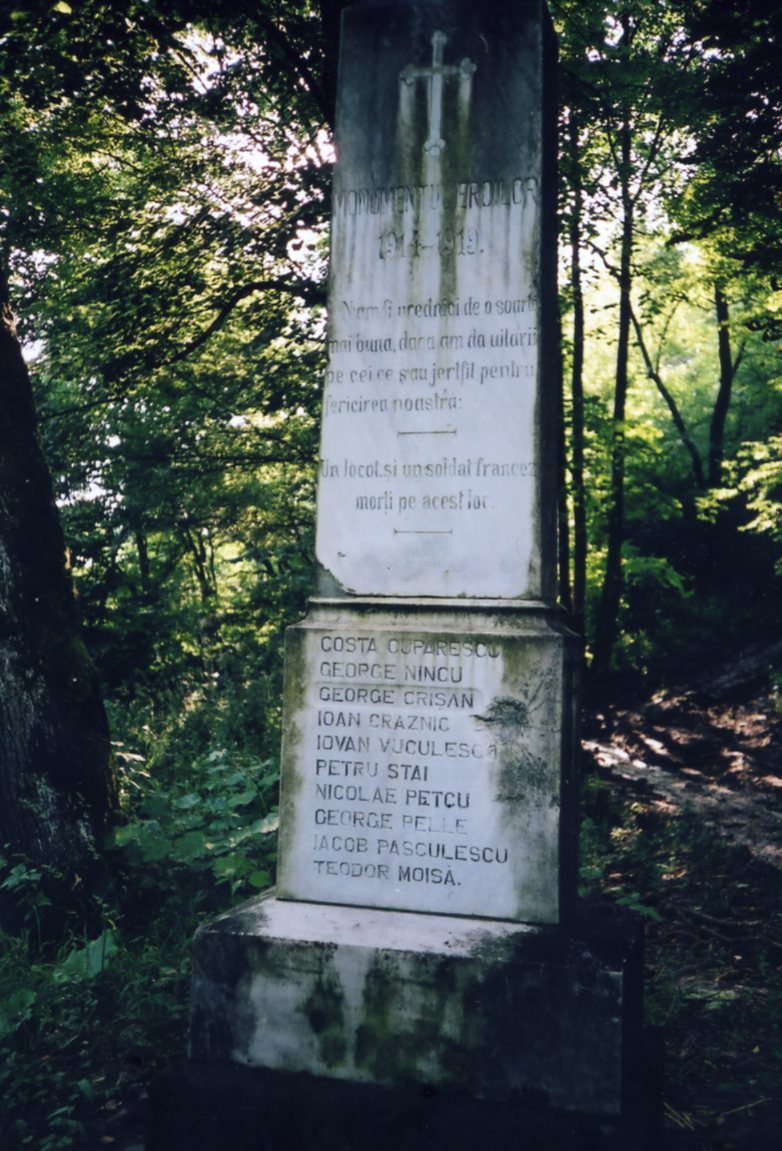
Le monument aux morts de la mission Berthelot (1919)